# بازار سیاب

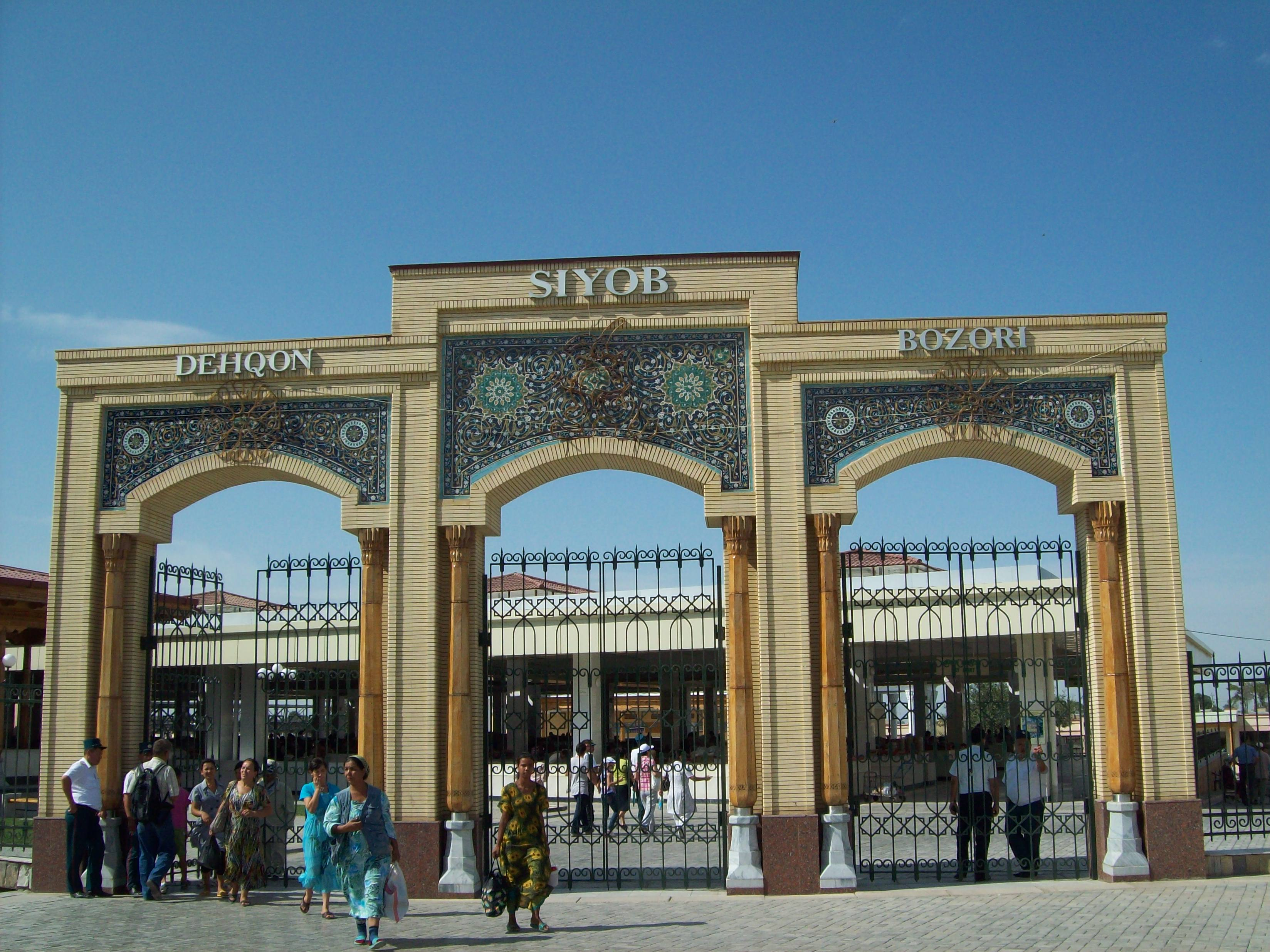
ورودی بازار سیاب

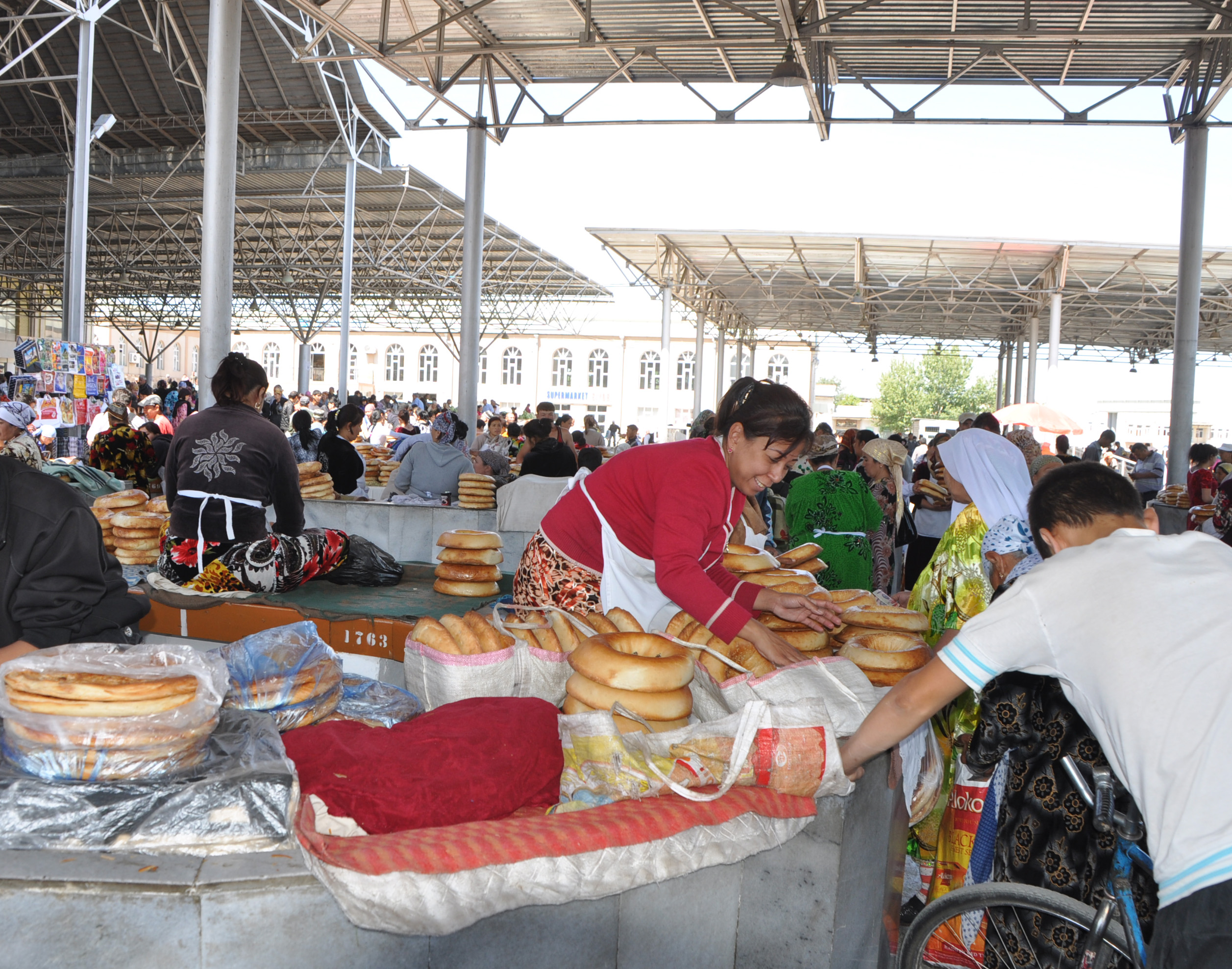
فروش نان سمرقندی در بازار سیاب

بازار سیاب (فارسی تاجیکی: Бозори Сиёб) یا سیاب بازار بزرگ‌ترین و کهن‌ترین بازار شهر سمرقند در ازبکستان است. در این بازار کلیه مایحتاج روزانه از جمله سبزیجات، شیرینی، خوراکی و نان سمرقندی فروخته می‌شود. این بازار با ۷ هکتار مساحت، یکی از بزرگ‌ترین بازارهای ازبکستان و آسیای میانه است.
بازار سیاب در مجاورت مسجد بی‌بی خانم قرار دارد و نه تنها مردم محلی بلکه گردشگران داخلی و خارجی از آن دیدن می‌کنند. نام این بازار از رودخانه کوچک سیاب که از نزدیکی آن عبور می‌کند، گرفته شده‌است.